# 茅崎站
茅崎站（日语：／ Chigasaki eki */?）是一個位於日本神奈川縣茅崎市元町，屬於東日本旅客鐵道（JR東日本）的鐵路車站。

## 停靠路線
此站的所屬線是東海道本線，另外還有以此站為起點的相模線2條路線停靠。
停靠本站的東海道本線分為東京站起迄系統、經新宿站和大宮站直通高崎線的湘南新宿線、經東京站及上野站直通宇都宮線與高崎線的上野東京線。另外東海道本線的運行系統參見「東海道線 (JR東日本)」。

## 历史
- 1898年（明治31年）6月15日：東海道本線的茅崎停車場開業。
- 1921年（大正10年）9月28日：相模鐵道（現在相模線）開業。
- 1944年（昭和19年）6月1日：相模鐵道相模線國有化，成為運輸通信省（之後的日本國有鐵道）相模線。
- 1984年（昭和59年）2月1日：車載貨物業務廢止。設置篷車貨物月台。
- 1985年（昭和60年）
  - 3月14日：行李處理業務廢止。
  - 4月19日：跨站式站房、車站大樓「茅崎LUMINE」開業。
- 1987年（昭和62年）4月1日：國鐵分割民營化、成為東日本旅客鐵道車站。
- 1996年（平成8年）10月：北口巴士站大改修工程開始。
- 1994年（平成6年）12月3日：在貨物線上設置湘南Liner專用月台[4]，為3、4號線。旅客線月台為5、6號線。

- 1996年（平成8年）10月：北口巴士總站大改修工程動工。
- 1998年（平成10年）10月1日：北口巴士總站大改修工程完成。
- 2001年（平成13年）11月18日：IC卡「Suica」啟用。
- 2006年（平成18年）3月1日：車站大樓「茅崎LUMINE」改名「茅崎LUSCA（日语：ラスカ）」。
- 2009年（平成21年）3月1日：北口巴士總站到成田機場的接駁巴士開始運行。
- 2013年（平成25年）1月：車站大樓「茅崎LUSCA」大規模增建工程動工。
- 2015年（平成27年）
  - 5月1日：VIEWPLAZA（日语：びゅうプラザ）結束營業。
  - 11月20日：車站大樓「茅崎LUSCA」大規模增建工程竣工[5]。
- 2018年（平成30年）3月：導入文教大學學生配音的站內英語廣播。

## 車站構造
本站月台位於地面，採島式月台3面6線配置。站房則是跨站式設計。

### 月台配置
| 月台 | 路線                       | 方向 | 目的地                                         | 備註                                                              |
| ---- | -------------------------- | ---- | ---------------------------------------------- | ----------------------------------------------------------------- |
| 1、2 | ■相模線                    | -    | 厚木、橋本、八王子方向                         |                                                                   |
| 3    | 東海道線 （□特急「湘南」） | 上行 | 品川、東京、新宿方向                           | 本來為東海道貨物線的月台                                          |
| 4    | 東海道線 （□特急「湘南」） | 下行 | 平塚、國府津、小田原方向                       | 本來為東海道貨物線的月台                                          |
| 5    | 東海道線                   | 上行 | 橫濱、品川、東京、上野方向 （包括■上野東京線） | （藤澤、大船方向） 經上野站直通■宇都宮線、■高崎線 部分由Liner使用 |
| 5    | 湘南新宿線                 | 北行 | 橫濱、澀谷、新宿方向                           | 經大宮站直通■高崎線                                               |
| 6    | 東海道線                   | 下行 | 小田原、熱海、沼津方向                         | 部分由Liner使用                                                   |

（來源：JR東日本:車站構內圖 （页面存档备份，存于））
- 本站月台長度並不相同，有效長度分別為4輛（1、2號月台）、10輛（3、4號月台）及15輛（5、6號月台）。
- 3、4號月台屬東海道貨物線，因此基本上只有專線列車使用。專線列車運行時段以外則會封閉該月台，但貨運列車通過本站時仍有廣播通知。
- 由於3、4號月台長度僅能容納10輛編組列車，當使用12輛編組的E351系列車（「早晨專線新宿」號、「往返專線小田原」號）使用月台時，1－3號車廂均不會打開車門。
- 另外由於部分專線列車是在客運線運行，這些班次會停靠5、6號月台。
- 由於平塚站的構造關係，以平塚站為終點站的班次會建議前往大磯及其後車站的乘客在本站換乘下一班列車。
- 相模線月台往橋本方向尾部沒有填高的部分保存著一個烏帽子岩的記念碑，另外還保存著過往的腕木式信號機。

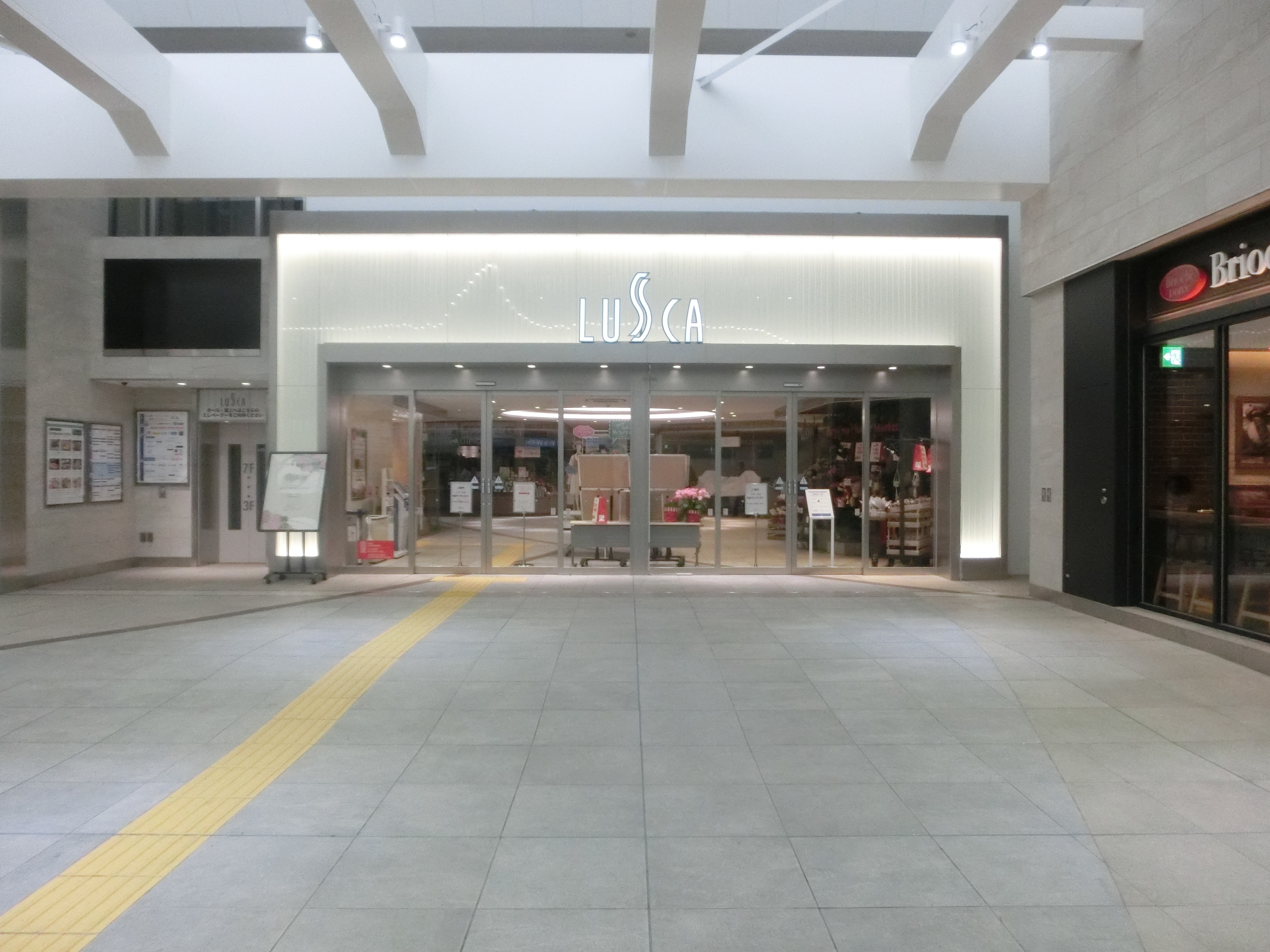
茅崎RUSCA車站構內側入口（2016年）
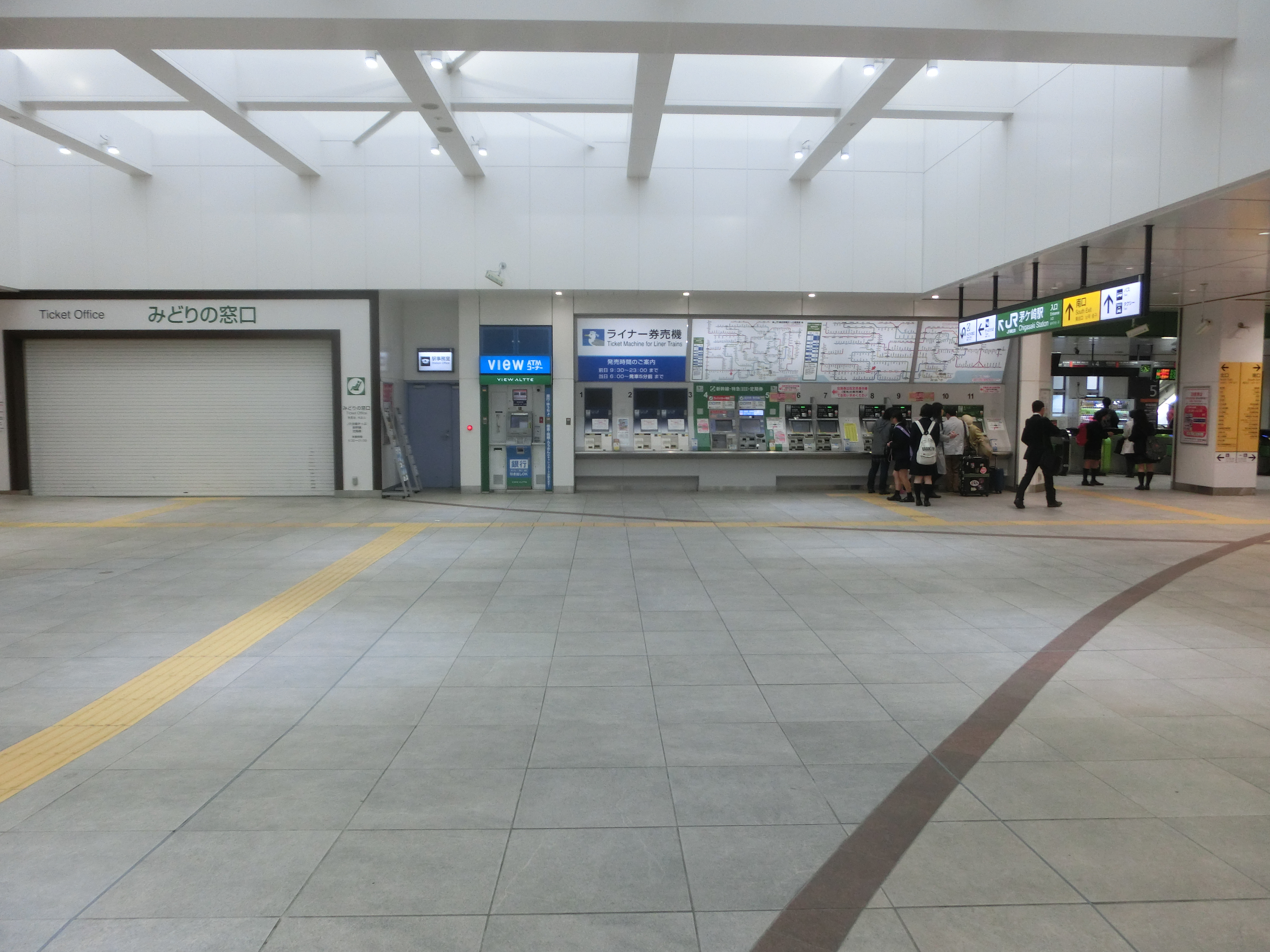
JR茅崎站售票機與綠窗口（2016年）
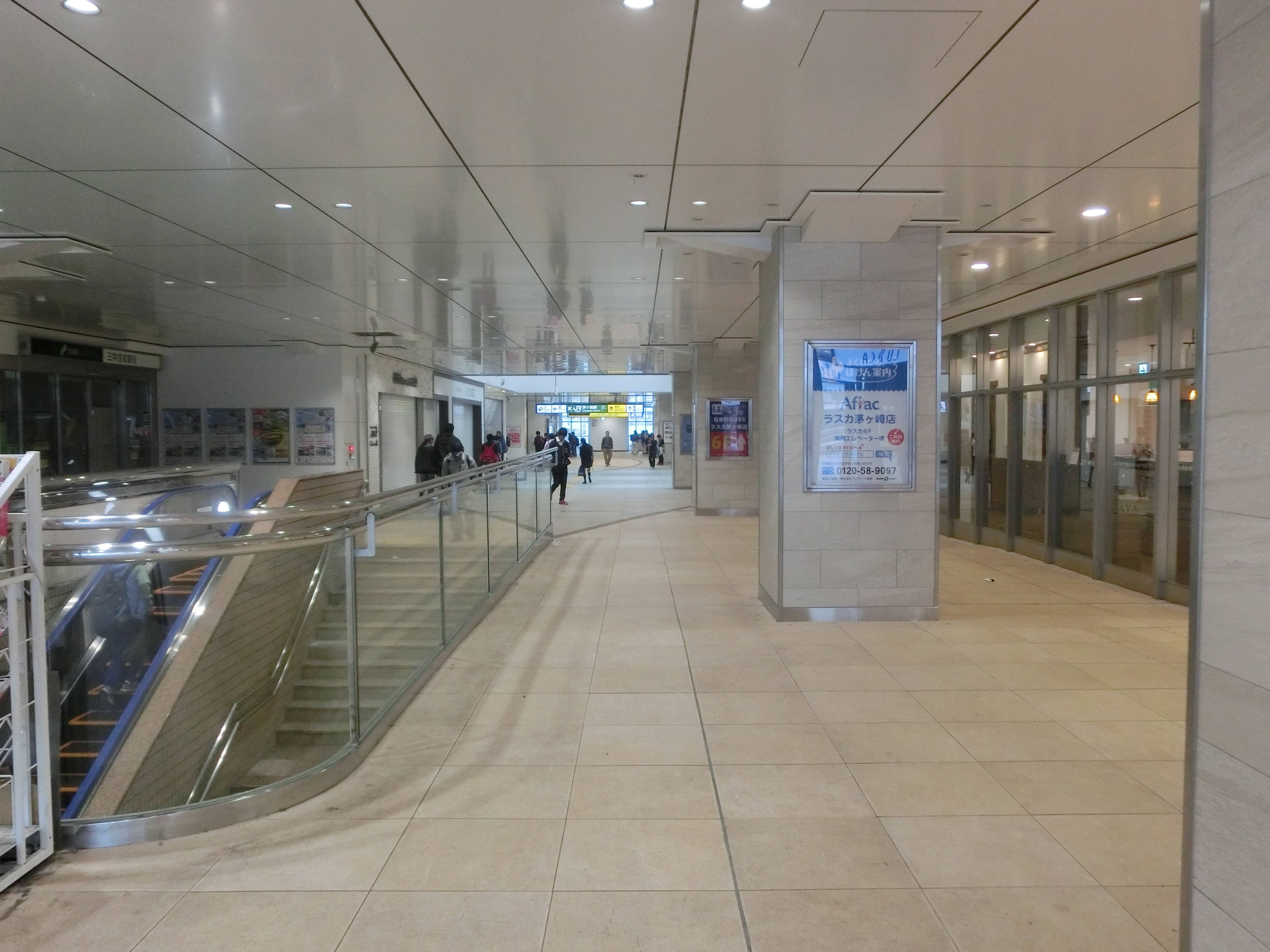
JR茅崎站閘外北口大堂（2016年）
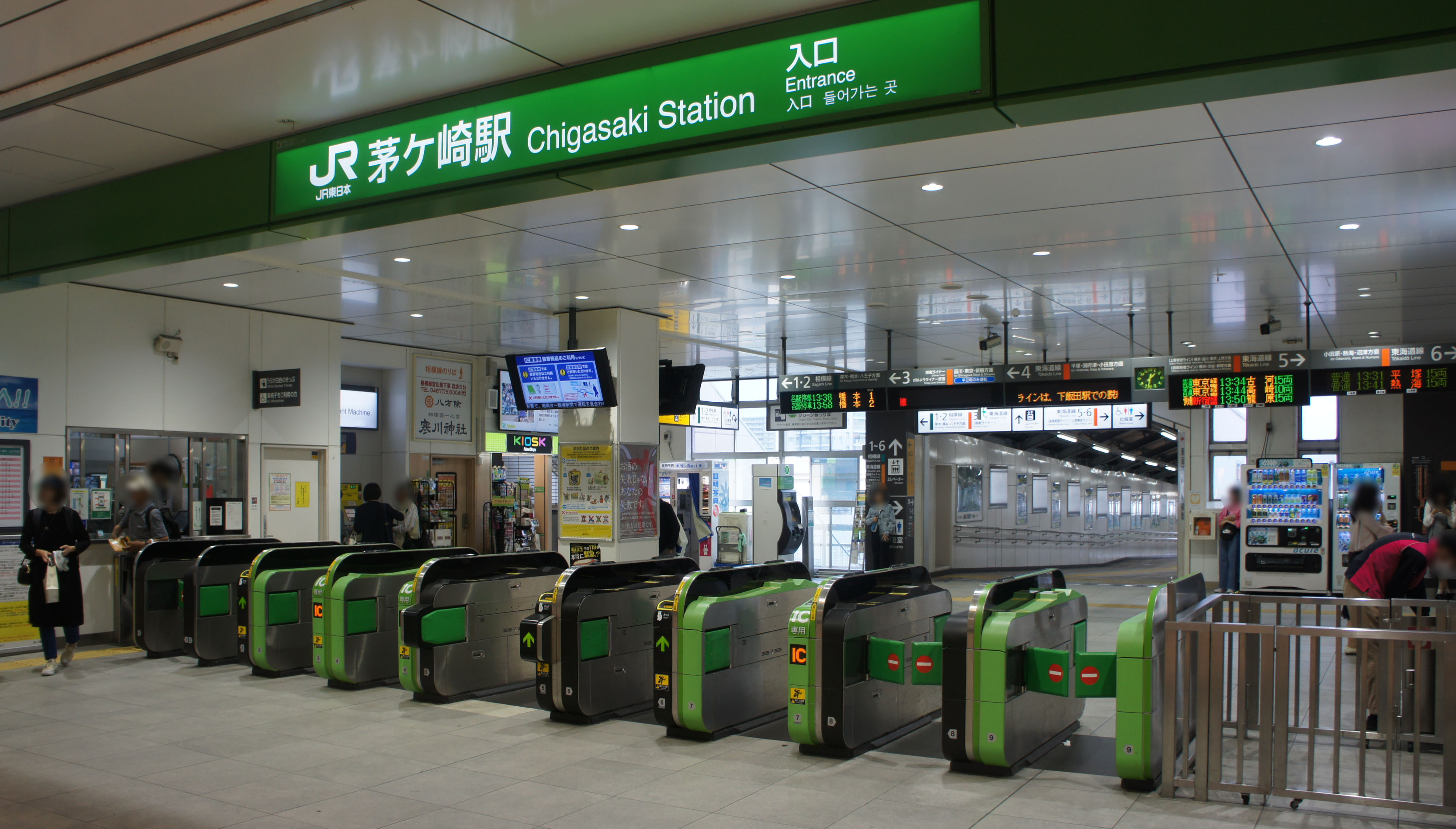
閘口（2019年6月）
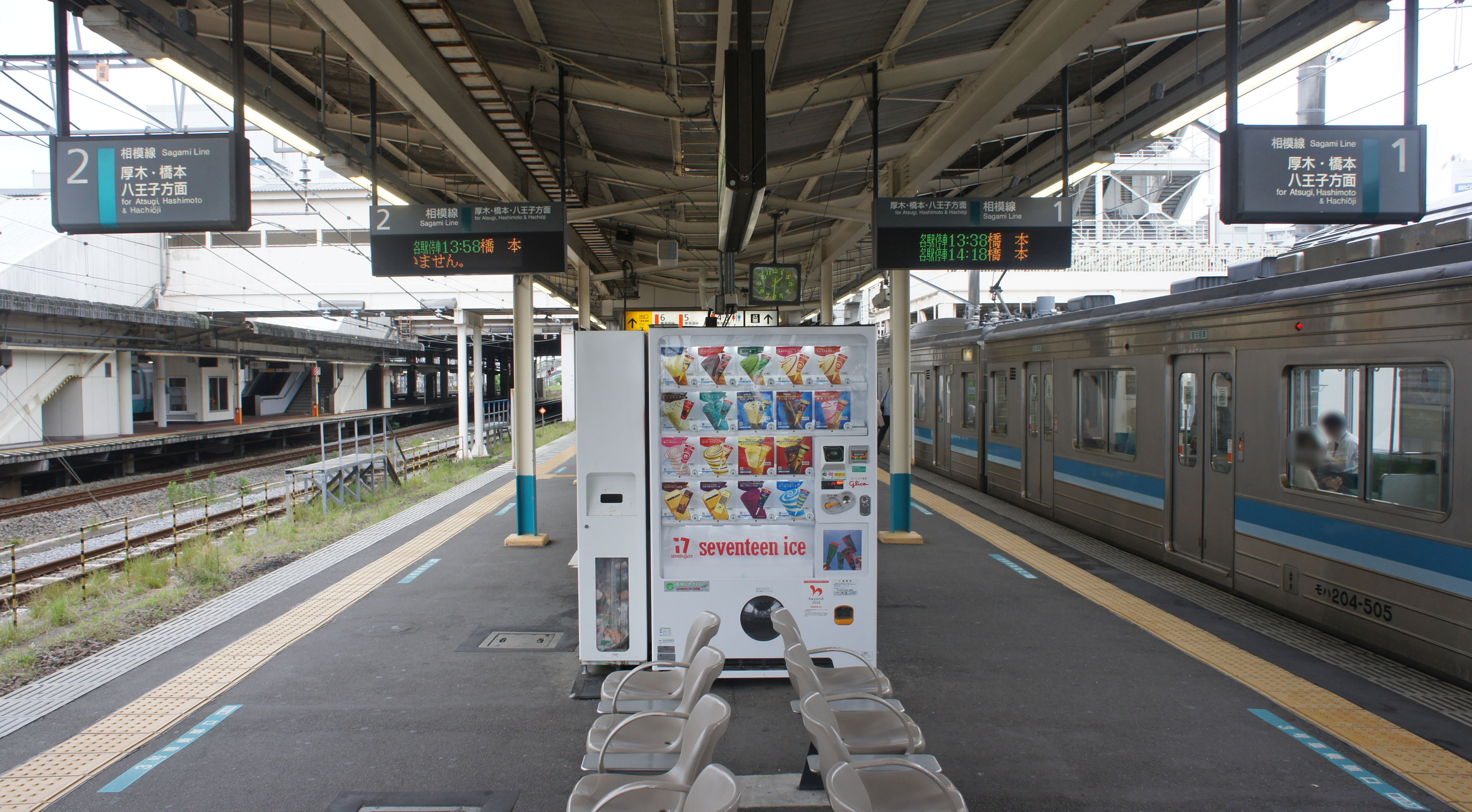
1、2號月台（相模線）（2019年6月）
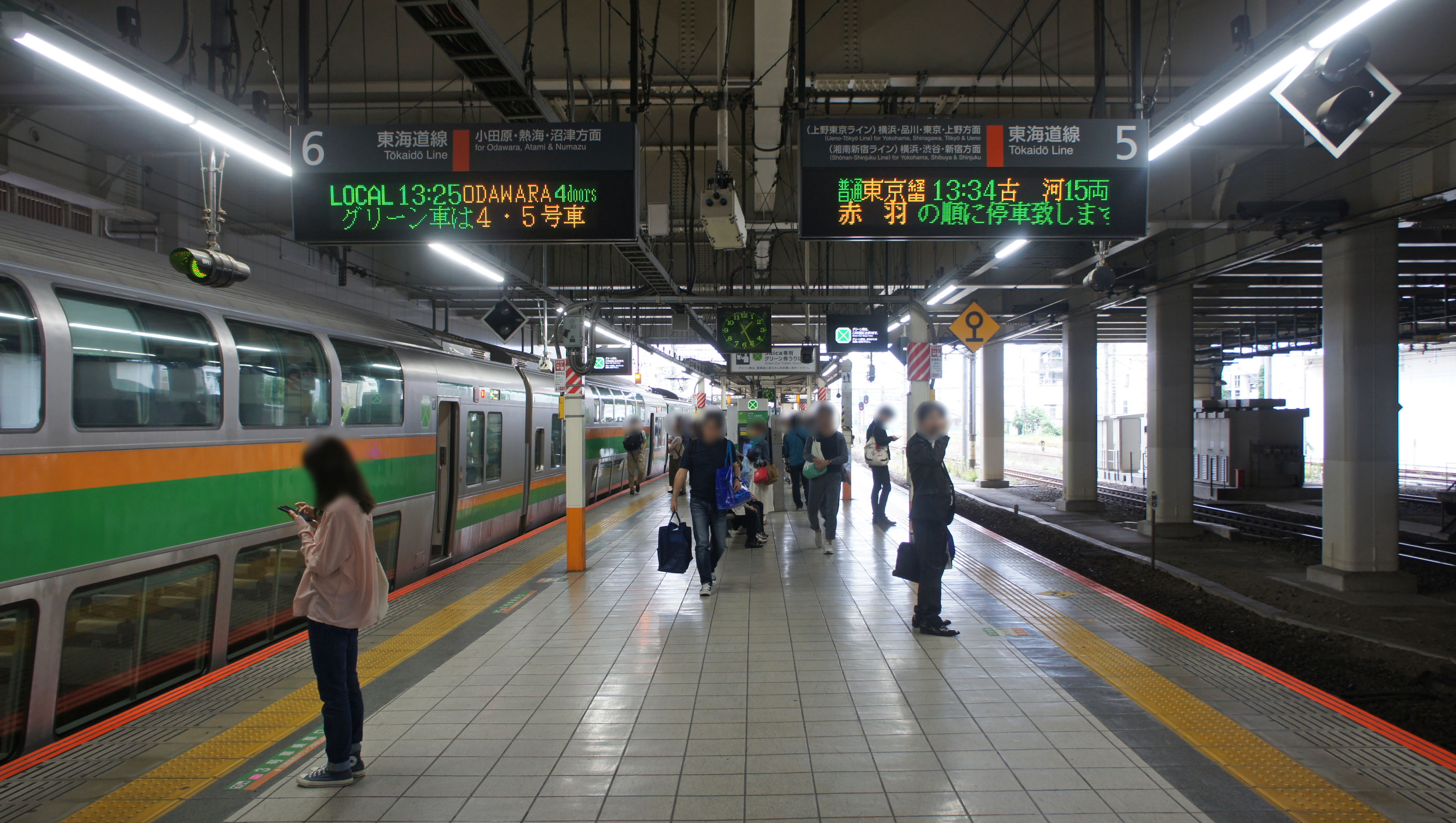
5、6號月台（東海道線）（2019年6月）

## 使用情況
2019年（令和元年）度的1日平均上車人次為55,778人。
近年的1日平均上車人次如下表。
| 年度               | 1日平均 上車人次 | 來源                |
| ------------------ | ---------------- | ------------------- |
| 1995年（平成07年） | 57,708           | [ 乗降データ 2 ]    |
| 1998年（平成10年） | 54,819           | [ 神奈川県統計 1 ]  |
| 1999年（平成11年） | 54,009           | [ 神奈川県統計 2 ]  |
| 2000年（平成12年） | 54,052           | [ 神奈川県統計 2 ]  |
| 2001年（平成13年） | 53,813           | [ 神奈川県統計 3 ]  |
| 2002年（平成14年） | 53,378           | [ 神奈川県統計 4 ]  |
| 2003年（平成15年） | 53,360           | [ 神奈川県統計 5 ]  |
| 2004年（平成16年） | 53,458           | [ 神奈川県統計 6 ]  |
| 2005年（平成17年） | 54,041           | [ 神奈川県統計 7 ]  |
| 2006年（平成18年） | 54,760           | [ 神奈川県統計 8 ]  |
| 2007年（平成19年） | 55,627           | [ 神奈川県統計 9 ]  |
| 2008年（平成20年） | 55,990           | [ 神奈川県統計 10 ] |
| 2009年（平成21年） | 55,147           | [ 神奈川県統計 11 ] |
| 2010年（平成22年） | 54,599           | [ 神奈川県統計 12 ] |
| 2011年（平成23年） | 54,465           | [ 神奈川県統計 13 ] |
| 2012年（平成24年） | 54,984           | [ 神奈川県統計 14 ] |
| 2013年（平成25年） | 55,545           | [ 神奈川県統計 15 ] |
| 2014年（平成26年） | 54,812           | [ 神奈川県統計 16 ] |
| 2015年（平成27年） | 55,600           | [ 神奈川県統計 17 ] |
| 2016年（平成28年） | 56,066           | [ 神奈川県統計 18 ] |
| 2017年（平成29年） | 56,149           |                     |
| 2018年（平成30年） | 56,519           |                     |
| 2019年（令和元年） | 55,778           |                     |

## 車站周邊

### 北口
- 茅崎LUSCA（日语：ラスカ）
- 伊藤洋華堂茅崎店
- EMEROAD商店街
- 東橫INN茅崎北口
- 茅崎市役所
- 茅崎市立醫院（日语：茅ヶ崎市立病院）
- 茅崎市民文化會館
- 中央公園
- 茅崎市綜合體育館（日语：茅ヶ崎市総合体育館）
- 茅崎警察署（日语：茅ヶ崎警察署）
- 茅崎警察署茅崎站前交番
- 茅崎郵便局（日语：茅ヶ崎郵便局）
  - 郵貯銀行茅崎店
- 茅崎茶屋町郵便局
- AEON STTLE湘南茅崎
  - AEON CINEMA茅崎
- AEON茅崎中央店
- Frespo（日语：フレスポ）茅崎
- 電源開發技術開發中心、茅崎研究所
- 國道1號
- 神奈川縣道309號茅崎停車場線（日语：神奈川県道309号茅ヶ崎停車場線）
- 文教大學
- 神奈川縣立茅崎高等學校（日语：神奈川県立茅ヶ崎高等学校）
- 神奈川縣立鶴嶺高等學校（日语：神奈川県立鶴嶺高等学校）* 京急自動車學校（日语：京急自動車学校）茅崎校
- TOTO茅崎工場

### 南口
- 茅崎德洲會醫院（日语：茅ヶ崎徳洲会総合病院）
- 茅崎市立圖書館
- 茅崎市美術館（日语：茅ヶ崎市美術館）
- 茅崎警察署茅崎站南口交番
- 加山雄三通（神奈川縣道310號茅崎停車場茅崎線（日语：神奈川県道310号茅ヶ崎停車場茅ヶ崎線））
- 茅崎海岸郵便局
- 茅崎南湖郵便局
- 茅崎若松郵便局
- 茅崎松丘郵便局
- 茅崎漁港（日语：茅ヶ崎漁港）
- 神奈川縣立茅崎西濱高等學校（日语：神奈川県立茅ヶ崎西浜高等学校）
- 冰室椿庭園
- 南方海灘茅崎（日语：サザンビーチちがさき）
- 茅崎公園棒球場（日语：茅ヶ崎公園野球場）

## 巴士路線

### 北口（茅崎站）
| 乘車處    | 系統         | 主要行經地                                         | 目的地         | 運行業者       | 備註                        |
| --------- | ------------ | -------------------------------------------------- | -------------- | -------------- | --------------------------- |
| 1號乘車處 | 湘11         | 小出二本松、湘南Life Town                          | 湘南台站西口   | 神奈川中央交通 |                             |
| 1號乘車處 | 茅03         | 小出二本松                                         | 湘南Life Town  | 神奈川中央交通 |                             |
| 1號乘車處 | 茅50         | 小出二本松                                         | 文教大學       | 神奈川中央交通 |                             |
| 2號乘車處 | 茅15         | 神奈中營業所前、鶴台入口                           | 鶴台團地       | 神奈川中央交通 |                             |
| 2號乘車處 | 茅17         | 神奈中營業所前、鶴台入口                           | 松風台         | 神奈川中央交通 |                             |
| 2號乘車處 | 茅19         | 松風台                                             | 湘南みずき循環 | 神奈川中央交通 | 部分班次止於湘南みずき      |
| 2號乘車處 | 茅81         | 鶴台團地                                           | 松風台         | 神奈川中央交通 | 深夜巴士…僅平日             |
| 3號乘車處 | 茅06         | 今宿、馬入橋                                       | 平塚站北口     | 神奈川中央交通 |                             |
| 3號乘車處 | 茅31         | 町屋、松尾、濱見平團地                             | 松尾循環       | 神奈川中央交通 |                             |
| 3號乘車處 | 茅35         | 町屋、團地中央                                     | 濱見平團地     | 神奈川中央交通 |                             |
| 4號乘車處 | 藤07         | 茅崎高校前、南仲通                                 | 藤澤站北口     | 神奈川中央交通 |                             |
| 4號乘車處 | 藤08         | 茅崎高校前、藤澤市民醫院                           | 藤澤站北口     | 神奈川中央交通 | 僅平日上午                  |
| 4號乘車處 | 辻01         | 茅崎高校前                                         | 辻堂站北口     | 神奈川中央交通 |                             |
| 4號乘車處 | 辻09         | 市立醫院、高田、室田、辻堂站北口                   | 高山車庫       | 神奈川中央交通 |                             |
| 4號乘車處 | 茅14         | 市立醫院、高田                                     | 室田循環       | 神奈川中央交通 | 夜間部分班次不經市立醫院    |
| 4號乘車處 | 茅16         | 市立醫院、高田                                     | 室田二丁目     | 神奈川中央交通 | 班次少 部分班次不經市立醫院 |
| 4號乘車處 | 藤21         | 市立醫院、高田、室田、辻堂站北口、高山車庫、神明町 | 藤澤站北口     | 神奈川中央交通 |                             |
| 5號乘車處 | 茅41         | 今宿、寒川高校前、寒川站入口                       | 小谷           | 神奈川中央交通 | 班次少                      |
| 5號乘車處 | 茅45         | 鶴嶺小學校前、寒川高校前、寒川站入口               | 小谷           | 神奈川中央交通 |                             |
| 5號乘車處 | 茅48         | 鶴嶺小學校前、古川                                 | 古川、今宿循環 | 神奈川中央交通 |                             |
| 5號乘車處 | 茅52         | 鶴嶺小學校前、古川、山伏塚                         | 西一之宮       | 神奈川中央交通 | 班次少、僅夜間              |
| 5號乘車處 | 茅53         | 鶴嶺小學校前、古川、下河原                         | 寒川站南口     | 神奈川中央交通 |                             |
| 5號乘車處 | 茅54         | 鶴嶺小學校前、古川、山伏塚                         | 寒川站南口     | 神奈川中央交通 |                             |
| 5號乘車處 | 機場接駁巴士 |                                                    | 成田機場       | 成田空港交通   |                             |
| 6號乘車處 | 茅25         | 矢畑                                               | 寒川站南口     | 神奈川中央交通 |                             |
| 6號乘車處 | 茅26         | 矢畑、寒川站南口                                   | 文教大學       | 神奈川中央交通 |                             |

- 新年期間開設往寒川神社的臨時直達巴士。
- 東京站、新宿站發車的深夜急行巴士也停靠北口。

### 南口（茅崎站南口）
- 神奈川中央交通、茅崎市社區巴士「黑帽子號」（えぼし号）（委託神奈川中央交通運行）

- 1號乘車處
  - [茅09] 東海岸循環
  - [茅33] 濱見平團地、松尾循環（經中海岸）※ 部分班次止於松尾入口
  - [茅37] 濱見平團地（經西濱）
  - [臨時] 南方通南（南方海灘茅崎）※ 僅夏季
- 2號乘車處
  - [辻02] 辻堂站南口（經平和町、辻堂團地）
  - [辻12] 辻堂站南口（經若松町、濱竹）
  - [辻13] 辻堂站南口（經平和町、濱竹）
- 4號乘車處
  - 黑帽子號·中海岸南湖循環市立醫院線（南方海灘入口方向 / 市立醫院方向）
  - 黑帽子號·東部循環市立醫院線松丘路線（松丘方向 / 市立醫院方向）

## 相鄰車站
東日本旅客鐵道（JR東日本）
 東海道線
- 特急「湘南」停車站

■快速「ACTY」（東京方向起訖）、■特別快速（經湘南新宿線）
藤澤（JT 08）－茅崎（JT 10）－平塚（JT 11）
■普通（東京方向起訖）、■快速（經湘南新宿線，下行列車自戶塚站起為普通列車）
辻堂（JT 09）－茅崎（JT 10）－平塚（JT 11）
東海道貨物線
藤澤－茅崎－相模貨物
■相模線
茅崎－北茅崎

### 使用情況
JR東日本1日平均使用人數
1. ↑  各駅の乗車人員 （页面存档备份，存于） - JR東日本

JR東日本的統計資料
1. ↑  統計年報 （页面存档备份，存于） - 茅ヶ崎市
2. ↑  線区別駅別乗車人員（1日平均）の推移 （页面存档备份，存于） - 17ページ

JR東日本1999年度以後的上車人次
1. ↑  各駅の乗車人員（1999年度） （页面存档备份，存于） - JR東日本
2. ↑  各駅の乗車人員（2000年度） （页面存档备份，存于） - JR東日本
3. ↑  各駅の乗車人員（2001年度） （页面存档备份，存于） - JR東日本
4. ↑  各駅の乗車人員（2002年度） （页面存档备份，存于） - JR東日本
5. ↑  各駅の乗車人員（2003年度） （页面存档备份，存于） - JR東日本
6. ↑  各駅の乗車人員（2004年度） （页面存档备份，存于） - JR東日本
7. ↑  各駅の乗車人員（2005年度） （页面存档备份，存于） - JR東日本
8. ↑  各駅の乗車人員（2006年度） （页面存档备份，存于） - JR東日本
9. ↑  各駅の乗車人員（2007年度） （页面存档备份，存于） - JR東日本
10. ↑  各駅の乗車人員（2008年度） （页面存档备份，存于） - JR東日本
11. ↑  各駅の乗車人員（2009年度） （页面存档备份，存于） - JR東日本
12. ↑  各駅の乗車人員（2010年度） （页面存档备份，存于） - JR東日本
13. ↑  各駅の乗車人員（2011年度） （页面存档备份，存于） - JR東日本
14. ↑  各駅の乗車人員（2012年度） （页面存档备份，存于） - JR東日本
15. ↑  各駅の乗車人員（2013年度） （页面存档备份，存于） - JR東日本
16. ↑  各駅の乗車人員（2014年度） （页面存档备份，存于） - JR東日本
17. ↑  各駅の乗車人員（2015年度） （页面存档备份，存于） - JR東日本
18. ↑  各駅の乗車人員（2016年度） （页面存档备份，存于） - JR東日本
19. ↑  各駅の乗車人員（2017年度） （页面存档备份，存于） - JR東日本
20. ↑  各駅の乗車人員（2018年度） （页面存档备份，存于） - JR東日本
21. ↑  各駅の乗車人員（2019年度） （页面存档备份，存于） - JR東日本

神奈川縣縣勢要覽
1. ↑  平成12年 - 220ページ
2. 1 2  平成13年PDF - 222ページ
3. ↑  平成14年PDF - 220ページ
4. ↑  平成15年PDF - 220ページ
5. ↑  平成16年PDF - 220ページ
6. ↑  平成17年PDF - 222ページ
7. ↑  平成18年PDF - 222ページ
8. ↑  平成19年PDF - 224ページ
9. ↑  平成20年PDF - 228ページ
10. ↑  平成21年PDF - 238ページ
11. ↑  平成22年PDF - 236ページ
12. ↑  平成23年PDF - 236ページ
13. ↑  平成24年PDF - 232ページ
14. ↑  平成25年PDF - 234ページ
15. ↑  平成26年PDF - 236ページ
16. ↑  平成27年PDF - 236ページ
17. ↑  平成28年PDF - 244ページ
18. ↑  平成29年PDF - 236ページ

## 外部連結
- 車站資訊（茅崎）：東日本旅客鐵道
- 茅崎ラスカ （页面存档备份，存于）（日語）

35°19′49.1″N 139°24′24.3″E / 35.330306°N 139.406750°E